# حرب البارونات الثانية
حرب البارونات وهي اصطلاح يطلق في التاريخ الإنجليزي على الحرب التي قامت بين البارونات، وبين الملك ما بين عامي 1263 و 1267. كان سببها محاولة الملك هنري الثالث تأكيد سلطته وسيادته في تعيين المستشاريين، بعد إصدار مجلس البارونات لشروط أكسفورد عام 1258 وقوانين ويستمنستر عام 1259، والتي لم تكن مقبولة لدى هنري الثالث، لأنها تحد من صلاحياته، وتجعل السلطة بيد مجلس البارونات. لجأ البارونات إلى إعلان الحرب على الملك بزعامة سيمون دي مونتفورت عام 1263، رافضين الحكم الصادر من لويس التاسع ملك فرنسا الذي كان حكمًا بين الطرفين عام 1264، وكان لصالح الملك.
انتصر دي مونتفورت في عام 1264 على لويس التاسع، وهو ما مكّنه من أن يكره لويس على الحكم لصالح مجلس البارونات. دعا دي مونتفورت البرلمان عام 1265 لتوطيد سلطاته، بعد نشوب الحرب من جديد بعد أن ثارت الأقاليم الحدودية بين إنجلترا وويلز، بسبب تحالف دي مونتفروت مع الويلزيين.
قاد الأمير إدوارد القوات الملكية للانتصار في معركة إيفشام عام 1265، وقتل دي مونتفورت. بعد ذلك ضعفت قوة البارونات واستسلموا للملك عام 1267، بعد أن عجزوا عن تحطيم السلطة المطلقة للملك.